# 銅鑼湾
座標: 北緯22度16分50秒 東経114度10分51秒 / 北緯22.28066度 東経114.18096度
銅鑼湾（どらわん、広東語読み: トンローワン、英: Causeway Bay コーズウェイベイ）は、香港にある香港島の北岸にあって、湾仔区および東区それぞれの一部を含む地域である。銅鑼湾ないし東角は、大変に建物が密集している。中国名も、銅鑼湾道（Tung Lo Wan Road）における "Tung Lo Wan" のようにしばしばローマ字で表記される。銅鑼湾の商業地の賃貸料は、ニューヨークの5番街を凌ぎ、世界で最も高い。

## 位置

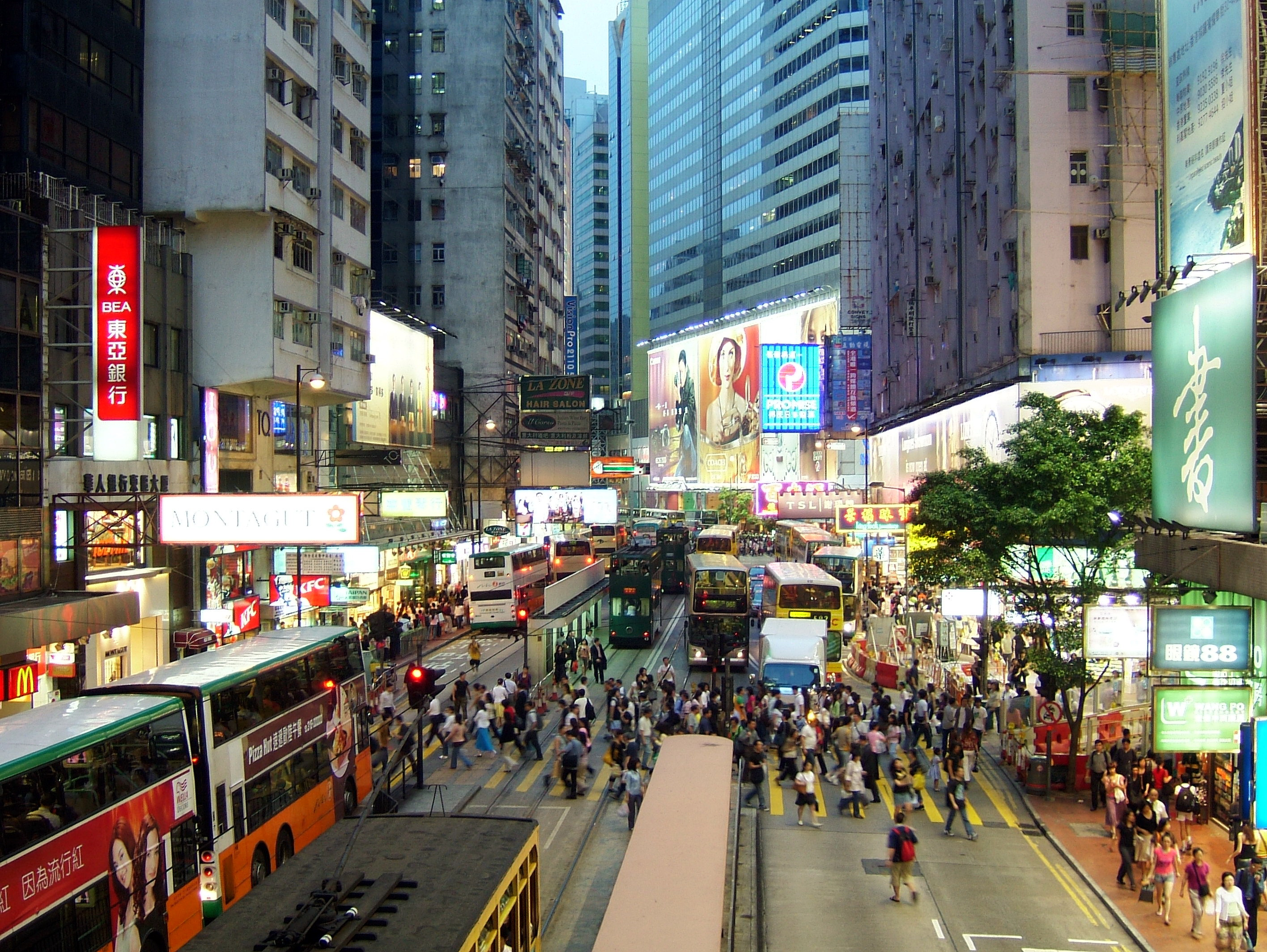
怡和街

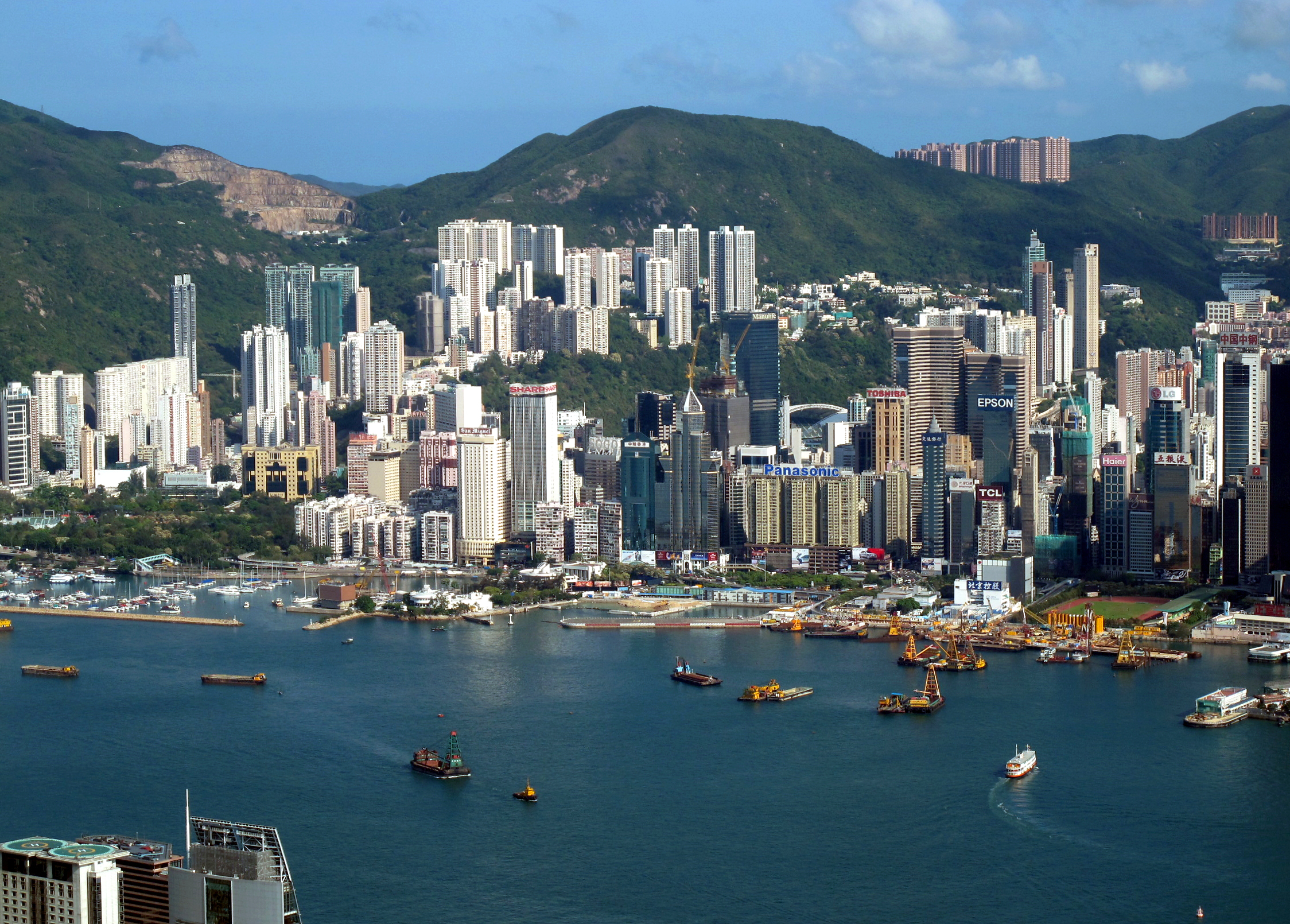
九龍半島からの眺望

銅鑼湾のうち清風街（Tsing Fung Street）、電気道（Electric Road）のコーズウェイベイ・マーケット、ヴィクトリア公園、ロイヤル・ホンコン・ヨットクラブ（香港遊艇会）、ジャーディン・マセソンのヌーンデイ・ガンそしてポリス・オフィサーズ・クラブ（警察官倶楽部）は、東区内に位置する。一方、クイーンズ・カレッジ（皇仁書院）と香港中央図書館は、湾仔区内にある。

## 歴史

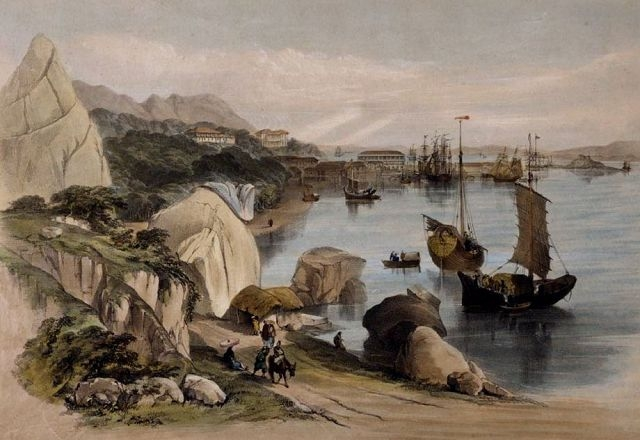
1846年、銅鑼湾からの眺望

都市開発と大規模な埋立ての以前は、銅鑼湾は沈泥がかなり堆積した湾であった。昔の形状は、昔の湾に沿って走る銅鑼湾道を、地図上でなぞることによって知ることができる。開発の初期に "causeway" すなわち防波堤が築造されたが、それが今日の高士威道（Causeway Road）である。1950年代、日本からヴィクトリア女王像が還り、ヴィクトリア公園建設のために湾の残りが埋め立てられたとき、海岸線はさらに前進した。この像は、第二次世界大戦中、中環の遮打道（ジェダードウ、Chater Road）沿いにある皇后像広場から持ち出されたものであった。
銅鑼湾の避難港と海の神である媽祖を祀った天后廟の存在が、この地域が漁村だったことを物語っている。
怡和街、渣甸街（チャアティンガイ、Jardine's Bazaar）そして渣甸坊（チャアティンフォン、Jardine's Crescent）という地名は、企業たるジャーディン・マセソンの香港名が怡和洋行であること及び人物名のジャーディンに対する漢字表記が渣甸であることに因むものである。このことは、この地域の土地が、19世紀前半に英国植民地政府によってジャーディン・マセソンへと払い下げられたことを今に伝えている。この地域は、ヴィクトリア市の中心から東にある海岸線のとがった箇所にちなんで東角と名付けられた。

## 特色

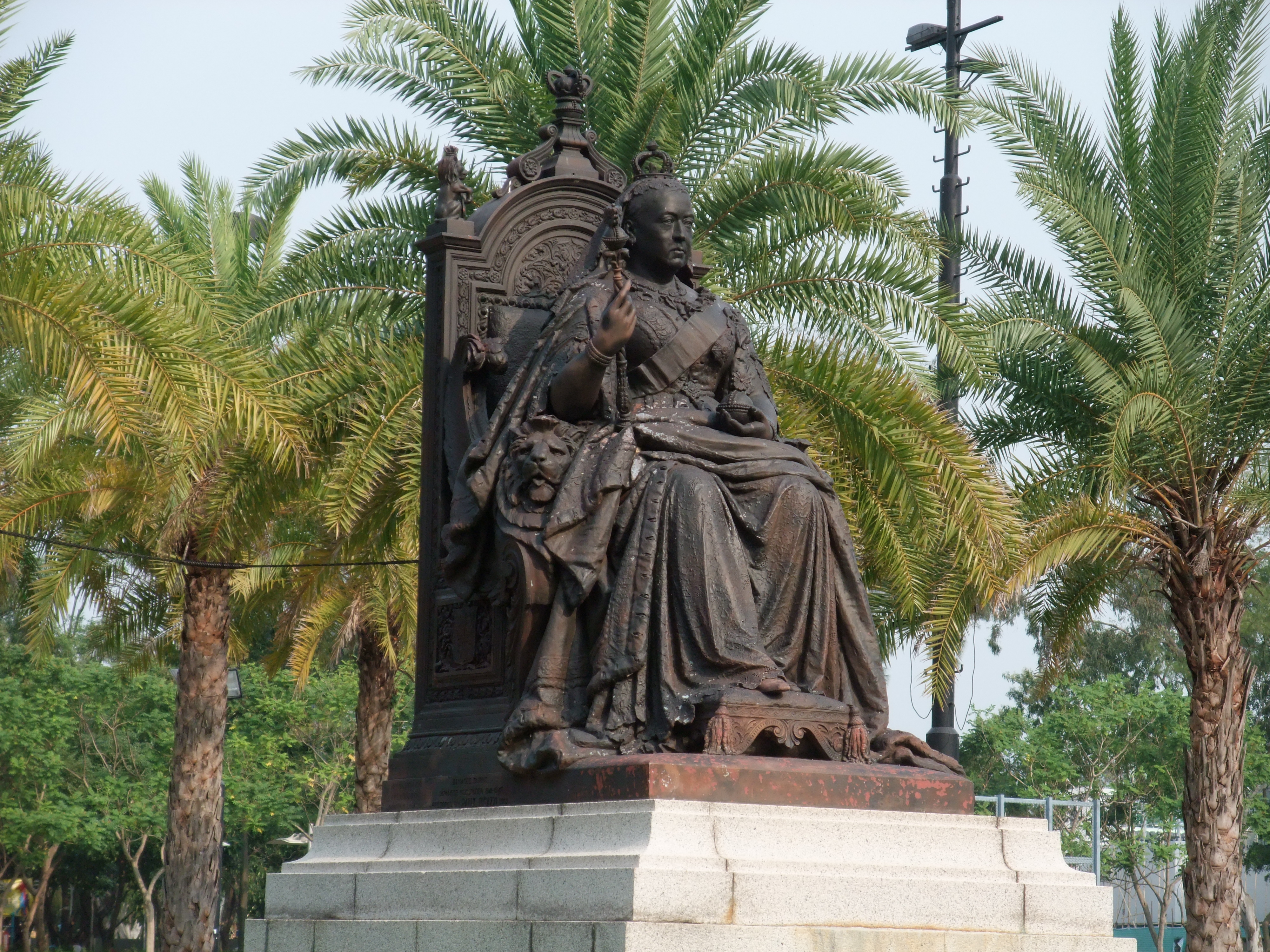
ヴィクトリアパークにおけるヴィクトリア女王像

現在の銅鑼湾は、しばしば東角と混同されるが、前者が後者を取り込んだことによる。もともとの銅鑼湾は、現在のMTR天后駅の付近であり、MTR銅鑼湾駅は、東角にある。今日の銅鑼湾地域の概念は、堅拿道（キンナードウ、Canal Road）まで、すなわち鵝頸橋（オウゲンキュウ、Canal Road 地区）をも含んでいる。
東角は、地理的名称が吸収された結果、現在は銅鑼湾の一部とみなされる。東角道が今に残り、埋立てより以前の、昔日の先端のとがった海岸線を示している。
銅鑼湾ないし東角は、香港の主要商業地の一つである。そこには、現在はフランチャイズ方式で運営されている13階建ての日系デパート崇光（そごう）やタイムズスクウェアといった複合商業施設がある。また、ワールドトレードセンター（世貿中心）、ウィンザーハウス（皇室大廈）、ハン・ルン・センター（恒隆中心）、ファッション・アイランド、ファッション・ウォーク（名店坊）、リー・ガーデンズ（利園）そしてリー・ガーデンズ２（利園二期）といった、少し規模の小さいショッピングモールもある。銅鑼湾は、香港で最も賑やかな地域の一つであり、それは、現地で作られたファッションと日本、ヨーロッパ、アメリカから来た製品の両方を取扱う、数多くの洒落た店が存在するからである。この地域では、多くの店が、深夜遅くまで開いている。このような結果、銅鑼湾は、若者たちにとって人気のスポットになっている。
銅鑼湾の有名なホテルとして、エクセルシオールとリーガル・ホンコン・ホテル等が挙げられる。Jia や Shamas といった、近代的なサービスを提供するアパートが、過去数年間にオープンした。
英語名 Causeway Bay（コーズウェイベイ）は、今日の高士威道（Causeway Road）の場所にあった以前の causeway すなわち防波堤にちなんで名付けられた。銅鑼湾の海岸の沖合に浮かんでいた奇力島は、埋立ての結果、独立した島ではなくなり香港島とつながった。このもともと奇力島だった場所が、ロイヤル･ホンコン･ヨットクラブ（香港遊艇会）の所在地である。
長年にわたり、ジャーディン・マセソンが、ヴィクトリア・ハーバーのかたわら、銅鑼湾の旧奇力島のやや東側で毎日、午砲を打ち鳴らしている。その砲声は、香港の古くからの住民にとって何世代にもわたり、時報の役目を果たしてきた。この伝統は、今日もなお、続いている。これが、ノエル・カワードの歌『Mad dogs and Englishmen』に出てくる「ヌーンデイ・ガン」である。
銅鑼湾西部の地物の中には、その名前が「湾仔」で始まるものもあるが（例：湾仔消防局）、それらは湾仔の通例的な地域境界である堅拿道（Canal Road）を越えていることに注意を要する。
銅鑼湾書店は中国の習近平政権に対して批判的な書籍を出版していたが、2015年10月以降、書店の店長や株主ら５人が次々と行方不明になり、香港警察が捜索を行った。

## 銅鑼湾の名所
- タイムズスクウェア
- そごう銅鑼湾店
- DON DON DONKI パールシティ店（2020年7月7日オープン、香港島で初の店舗[2]）
- ヌーンデイ・ガン
- ヴィクトリア公園

## 交通
- MTR:港島線の天后駅と銅鑼湾駅
- バス: 
  - ファーストバス（新世界第一バス、略称：新巴）: 2X, 2A, 2, 8, 8P, 23, 25, 38, 42, 106, 112, 116, N122, N8, N8P, 914
  - シティバス（城巴）: 5, 8X, 10, 11, 72, 92, 592, 103, 170, 619, 690, 962, N72, N962
- トラム